# Ilema
Ilema este un gen de molii din familia Erebidae.

## Selecție de specii
- Ilema altichalana Holloway, 1999
- Ilema baruna (Moore, 1859)
- Ilema callima Collenette, 1932
- Ilema chalana (Moore, [1860])
- Ilema chalanoides Schintlmeister, 1994
- Ilema chloroptera (Hampson, [1893])
- Ilema coreana Matsumura, 1933
- Ilema costalis (Walker, 1855)
- Ilema costiplaga (Walker, 1862)
- Ilema eurydice Butler, 1885
- Ilema kosemponica (Strand, 1914)
- Ilema melanochlora Hampson, 1895
- Ilema montanata Holloway, 1982
- Ilema nachiensis (Marumo, 1917)
- Ilema nigrofascia (Wileman, 1911)
- Ilema olivacea (Wileman, 1910)
- Ilema petrilineata (Bryk, 1935)
- Ilema preangerensis (Heylaerts, 1892)
- Ilema vaneeckei (Collenette, 1932)
- Ilema virescens (Moore, 1879)
- Ilema viridis Druce, 1899